# Pentapodus paradiseus
Pentapodus paradiseus là một loài cá biển thuộc chi Pentapodus trong họ Cá lượng. Loài cá này được mô tả lần đầu tiên vào năm 1859.

## Từ nguyên
Không rõ được nguồn gốc của từ nguyên, hàm ý tên gọi có lẽ đề cập đến tia vây dài ở thùy đuôi trên, giống với lông đuôi dài của chim thiên đường Paradisaea.

## Phân bố và môi trường sống
P. paradiseus được ghi nhận ở ngoài khơi Papua New Guinea, quần đảo Solomon, và từ vịnh Carpentaria dọc theo bờ đông bắc Úc. Những ghi nhận ngoài khu vực này nhiều khả năng là xác định nhầm với loài  Pentapodus setosus.
P. paradiseus trưởng thành sống trên nền đáy bùn cát gần các rạn san hô và ám tiêu, cá con chỉ xuất hiện ở khu vực nhiều đá vụn, cũng ưa sống ở vùng nước có thực vật thủy sinh và tảo phát triển, độ sâu tìm thấy chúng trong khoảng 10–70 m.

## Mô tả
Chiều dài cơ thể lớn nhất được ghi nhận ở P. paradiseus là 30 cm. Loài này có màu nâu nhạt, trắng hơn ở bụng. Có 3 sọc xanh lam ngang mõm: sọc thứ nhất nối hai mắt phía sau lỗ mũi, sọc thứ hai ở phía trước lỗ mũi, sọc thứ ba từ mắt vòng qua chóp mõm. Một sọc xanh óng dọc theo gốc vây lưng, một sọc vàng cam từ sau mắt đến gốc vây ngực, và một sọc vàng từ giữa môi trên từ dưới mắt xuống dưới vây ngực. Chóp của thùy đuôi trên vươn dài thành sợi. Cá con cũng có sọc xanh óng dọc lưng, với một sọc đen dọc hai bên lườn, nằm giữa một sọc vàng phía trên và một sọc trắng phía dưới.
Các sọc trên đầu và thân có tính phản quang. Các sọc phản quang này chứa một lớp dày đặc các tế bào iridophore phản chiếu màu sắc. Các bước sóng phản xạ bởi các sọc này có thể thay đổi từ xanh lam sang đỏ trong 0,25 giây.
Số gai vây lưng: 10; Số tia vây lưng: 9; Số gai vây hậu môn: 3; Số tia vây hậu môn: 7; Số gai vây bụng: 1; Số tia vây bụng: 5.

## Sinh thái
Thức ăn của P. paradiseus là cá nhỏ, giáp xác và giun nhiều tơ.

## Sử dụng
P. paradiseus là một trong số những sản lượng không mong muốn (bycatch) bị loại bỏ trên tàu đánh bắt tôm ở phía bắc rạn san hô Great Barrier, nhưng đôi khi cũng được bán trong các chợ cá địa phương ở bờ đông Úc, chủ yếu là đánh bắt thủ công. Loài này cũng là mục tiêu của những người câu cá giải trí ở bang Queensland, thường được sử dụng làm cá mồi.